# Championnats du Cameroun de cyclisme sur route
Les championnats du Cameroun de cyclisme sur route sont les championnats nationaux organisés au Cameroun. 

## Podiums des championnats

### Hommes
| Année | Vainqueur             | Deuxième         | Troisième              |
| ----- | --------------------- | ---------------- | ---------------------- |
| 2003  | Joseph Sanda          |                  |                        |
| 2004  | Martinien Tega        | Damien Tekou     | Joseph Sanda           |
| 2009  | Sadrak Teguimaha      | Flaubert Douanla | Martinien Tega         |
| 2015  | Hervé Raoul Mba       | Herman Yemeli    | Dieunedort Simo Sando  |
| 2016  | Dieunedort Simo Sando | Clovis Kamzong   | Ghislain Sikandji      |
| 2021  | Clovis Kamzong        | Artuce Tella     | Ismaël Voukeng Kemtsop |
| 2022  | Artuce Tella          | Clovis Kamzong   |                        |
| 2023  | Artuce Tella          | Clovis Kamzong   | Gadji Yaou             |
| 2024  | Clovis Kamzong        | Rodrigue Kuere   | Fabrice Chofor         |
| 2025  | Fabrice Chofor        | Steve Ngueguim   | Rodrigue Kuere         |

### Femmes
| Année | Vainqueur             | Deuxième         | Troisième             |
| ----- | --------------------- | ---------------- | --------------------- |
| 2022  | Mariole Feudjio       | Suzanne Ndjoh    |                       |
| 2023  | Mariole Feudjio       |                  |                       |
| 2024  | Thérèse Obiloma Buana |                  |                       |
| 2025  | Mariole Feudjio       | Floriane Bengono | Thérèse Obiloma Buana |

### Juniors Hommes
| Année | Vainqueur          | Deuxième               | Troisième      |
| ----- | ------------------ | ---------------------- | -------------- |
| 2016  | Joël Zang          | Ismaël Voukeng Kemtsop | Franky Toumeni |
| 2023  | Stéphane Toko Eddi | Marc Tchumtchoua       |                |
| 2025  | Mohamed Ibrahim    | Jean Paul Babatack     | Moussa Oumarou |